# Nakshatra
Nakshatra (sanskrit : नक्षत्र, IAST : nakṣatra) est un terme sanskrit qui désigne une des maisons lunaires en astrologie indienne. C'est l'un des 27 (ou 28) nakshatrani (IAST :nakṣatrāṇi), secteurs ou divisions de 13° 20' de l'écliptique. Chaque nakshatra est divisé en 4 quarts (pāda) de 3° 20'. Les noms des maisons sont liés aux astérismes dans chaque secteurs.
Nakshatra est aussi le nom d'une lunaison personnifiée, fille de Daksha et épouse de Chandra.

## Liste
L'Atharva-Véda mentionne 27 Nakshatras :
1. Kṛttikā (en) (les Pléiades)
2. Rohinī (en) (Aldébaran)
3. Mrigashīrsha (en)
4. Ārdrā (en) (Bételgeuse)
5. Punarvasu (en) (Castor et Pollux)
6. Pushya (en) (Cancer)
7. Āshleshā (en)
8. Maghā (en) (Regulus)
9. Pūrva Phalgunī (hi)
10. Uttara Phalgunī (en) (Dénébola)
11. Hasta (Algorab)
12. Chitrā (en) (Spica)
13. Svati (en) (Arcturus)
14. Vishākhā (en)
15. Anuradha (en)
16. Jyeshtha (en) (Antarès)
17. Mūla (Sagittaire)
18. Pūrva Ashādhā (en)
19. Uttara Ashādhā (en)
20. Shravana (Capricorne)
21. Dhanishta (en)
22. Shatabhisha (Verseau)
23. Pūrva Bhādrapadā (en)
24. Uttara Bhādrapadā (en)
25. Revatī (Poissons)
26. Ashvini (en) (Bélier)
27. Bharani (Bélier)